# Babilon (Kulmain)
Babilon ist ein Gemeindeteil der Gemeinde Kulmain im oberpfälzer Landkreis Tirschenreuth.

## Geografie
Der Weiler Babilon liegt in der Gemarkung Lenau auf einem kleinen Bergsattel nordwestlich des Schwarzberges im Südwesten des Fichtelgebirges. Der Ort liegt zweieinhalb Kilometer nördlich von Kulmain.

## Bauwerke
Das Baudenkmal D-3-77-133-8, ein Säulenbildstock aus Granit mit Laterne, bezeichnet „1797“, steht nahe der Hausnummer 1.

## Geschichte
Das bayerische Urkataster zeigte Babilon in den 1810er Jahren als zwei Einzelhöfe, die etwa 250 Meter voneinander getrennt lagen. Die Ortschaft wurde bei dieser kartografischen Ersterfassung mit dem Namen „Babylon“ im Kartenwerk vermerkt. Seit dem bayerischen Gemeindeedikt von 1818 hatte Babilon zur Gemeinde Lenau gehört, die im Zuge der bayerischen Gebietsreform aufgelöst wurde. Babilon wurde zum 1. Januar 1978 in die Gemeinde Kulmain eingegliedert. Der Weiler ist mittlerweile auf vier Anwesen angewachsen, das mit der Hausnummer drei liegt etwa 50 Höhenmeter unterhalb der anderen Hofstellen.
| Jahr          | 001824 | 001875 | 001885 | 001900 | 001925 | 001950 | 001961 | 001970 | 001987 |
| Einwohnerzahl | 30     | 18     | 22     | 22     | 16     | 17     | 14     | 16     | 18     |